# Ernst Friedrich Justus von Heimreich

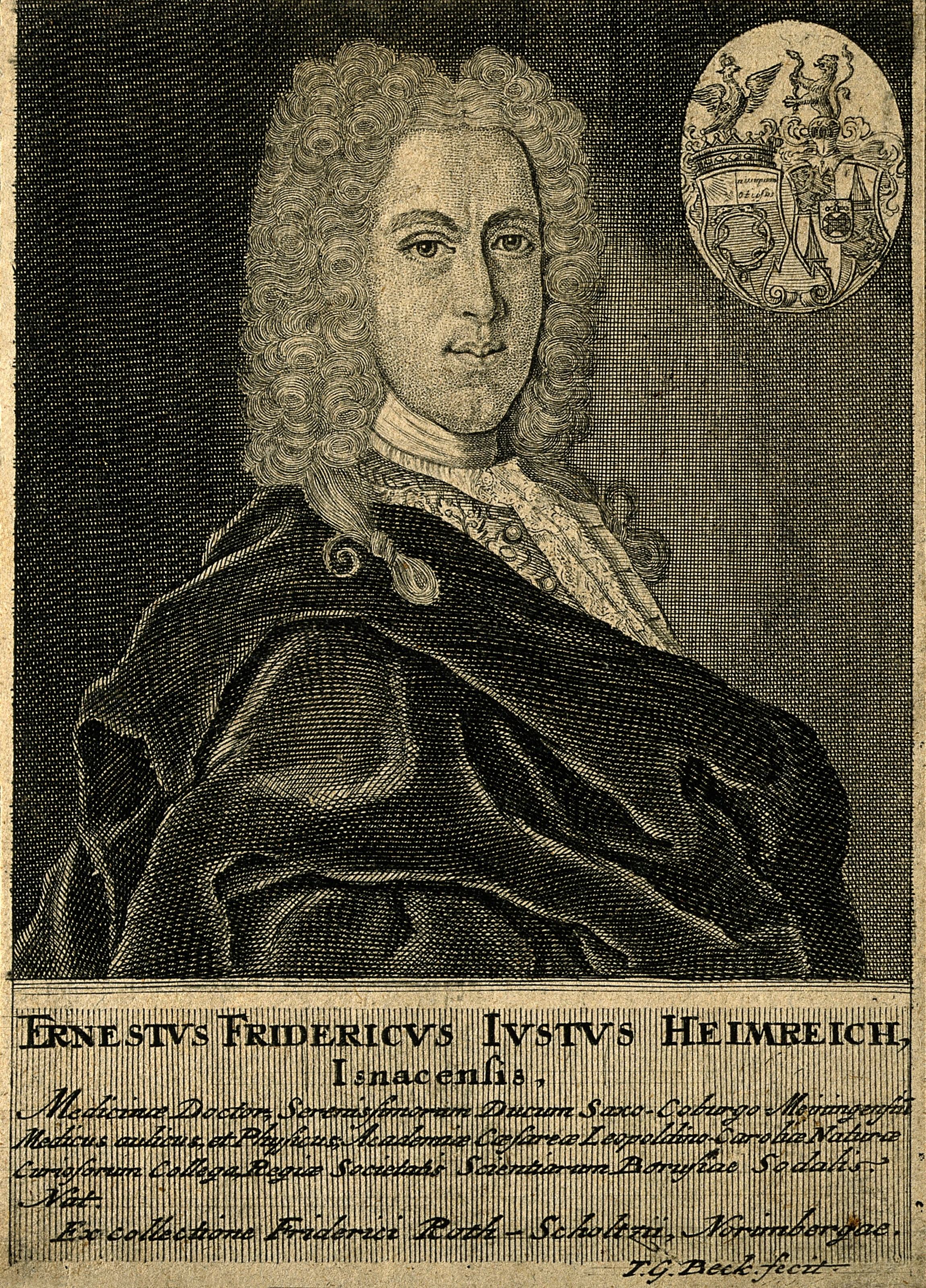
Ernst Friedrich Justus Heimreich

Ernst Friedrich Justus Heimreich, seit 1737 Ernst Friedrich Justus Heimreich Edler von Heimenthal (* 29. August 1701 in Eisenach; † 1760) war ein deutscher Mediziner, Hofrat, Legationsrat und Diplomat.

## Leben
Ernst Friedrich Justus Heimreich war ein Sohn des Mediziners Johann Heimreich (1676–1730) und Patenkind von Ernst Salomon Cyprian. Er studierte Medizin, Geschichte und Jura und wurde 1723 zum Dr. med. promoviert. Heimreich wurde 1725 praktischer Arzt, wirkte als Arzt und Stadtphysikus in Schalkau und wurde 1730 Nachfolger seines Vaters als Coburgisch-Meiningischer Hofmedicus.
Er war Herausgeber der Zeitschrift Fränckische Acta, die später von Jakob Wilhelm Feuerlein herausgegeben wurde. Ab 1735 war er in Wien, wo er zum kaiserlichen Pfalzgraf ernannt wurde und als Hof- und Legationsrat wirkte. Ernst Friedrich Justus Heimreich wurde am 31. Mai 1737 als Ernst Friedrich Justus Heimreich Edler von Heimenthal in den Adelsstand erhoben.
Am 12. November 1725 wurde Ernst Friedrich Justus Heimreich mit dem akademischen Beinamen Arion III. zum Mitglied (Matrikel-Nr. 383) der Leopoldina gewählt und am 4. Dezember 1728 wurde er Auswärtiges Mitglied der Königlich Preußischen Sozietät der Wissenschaften.
Von seiner Korrespondenz sind Briefe an den Theologen Ernst Salomon Cyprian, den Reiseschriftsteller Zacharias Konrad von Uffenbach und den Würzburger Fürstbischof Christoph Franz von Hutten überliefert.

## Schriften
als Autor
- de pimpinella alba. Dissertatio Inaugurale Medica, Meyer, Altdorf 1723 (Digitalisat)
- Den von GOTT gesegneten, mit vortrefflichen Quellen gantzen Ländern zur Zierde und Nutzen gereichenden, von vielen Seculis entsprungenen Schönen Brunnen wolte bey des Hochwürdigsten, des Heil. Röm. Reichs Fürsten und Herrn, Herrn Friderici Caroli, Bischoffs zu Bamberg und Würtzburg... Hagens, Coburg 1746 (Digitalisat)

als Herausgeber
- Fränckische Acta erudita et curiosa. Die Geschichte d. Gelehrten in Francken, auch andere in diesem Crayß vorgefallene Curiosa u. Merckwürdigkeiten in sich haltend. Endter, Nürnberg 1726 (Digitalisat)